# Ferdinand (Vermont)
Ferdinand es una subdivisión territorial del condado de Essex, Vermont, Estados Unidos. Tiene una población estimada, a mediados de 2023, de 19 habitantes.
Tiene un código de clase Z1, que indica que no está en funcionamiento (non-functioning county subdivision).

## Geografía
La subdivisión está ubicada en las coordenadas 44°43′40″N 71°47′14″O / 44.72778, -71.78722 (44.727755, -71.787279).

## Demografía
Según la estimación 2018-2022 de la Oficina del Censo, los ingresos medios de los hogares son de $14,013. Alrededor del 61.9% de la población está por debajo de la línea de pobreza.